# In the Clear
| Совокупная оценка    | Совокупная оценка |
| Источник             | Оценка            |
| -------------------- | ----------------- |
| Metacritic           | 73/100            |
| Оценки критиков      |                   |
| Источник             | Оценка            |
| AllMusic             | [ 2 ]             |
| The A.V. Club        | (Favorable)       |
| Entertainment Weekly | B                 |
| Pitchfork            | 6.5/10            |
| PopMatters           | [ 6 ]             |
| Prefix Magazine      | [ 7 ]             |

In the Clear — пятый студийный альбом американской инди-поп группы Ivy. Он был выпущен 1 марта 2005 года лейблом Nettwerk Music Group. Альбом считается продолжением третьего студийного альбома Ivy Long Distance (2000), продолжая интимный и изысканный подход современной инди-поп- и инди-рок-музыки. Продюсерами альбома выступили участники группы Энди Чейз и Адам Шлезингер, а музыкант Стив Осборн выступил сопродюсером одной из композиций.
Как и его предшественник, альбом In the Clear получил положительные отзывы после выхода. Некоторые критики отметили мечтательное и впечатляющее звучание треков. Однако некоторые критики сочли эти песни менее запоминающимися по сравнению с материалом с Long Distance. Рецензенты также сравнивали альбом с другими группами, включая Cardigans и Lush. Один сингл с альбома, «Thinking About You», был выпущен 1 января 2005 года. Он вошёл в саундтреки двух фильмов, а два месяца спустя был выпущен анимационный клип на эту песню.
Как и предыдущие релизы Ivy, альбом не попал ни в один значимый чарт. Для его продвижения Айви отправилась в турне весной 2005 года, выступая в нескольких ночных клубах и ресторанах США и Канады; тур продлился семь ночей и растянулся на месяц.

## Композиция
По мнению ряда критиков, In the Clear сочетает в себе музыкальные направления альбомов Apartment Life (1997) и Long Distance (2000). Джонатан Коэн из журнала Billboard отметил: «10-трековый альбом In the Clear сочетает в себе электронное звучание альбома Long Distance 2001 года с более гитарными мотивами ранних альбомов Ivy».

## Продвижение
Для продвижения альбома In the Clear группа Ivy отправилась в тур по семи городам весной 2005 года. Они выступали в различных местах США, включая один концерт в Канаде; тур начался 22 апреля 2005 года в Bowery Ballroom в Нью-Йорке и завершился в ныне закрытом Richard’s on Richards в Ванкувере. Среди других мест, где группа выступала, были ночные клубы The Casbah в Сан-Диего, The Troubadour в Западном Голливуде, Slim’s в Сан-Франциско, Doug Fir Lounge в Портленде и Crocodile Cafe в Сиэтле.
С альбома In the Clear был выпущен один сингл. «Thinking About You» вышел 1 января 2005 года, за два месяца до выхода альбома. Он был включён в саундтрек к двум фильмам: «Бейсбольная лихорадка» (оригинальный саундтрек к фильму) и «Если свекровь — монстр» (музыка из фильма), оба в 2005 году. Анимированный видеоклип на сингл, посвященный насекомым, был выпущен 11 марта 2005 года. Кроме того, песня «Nothing but the Sky» вошла в сборник лейбла Nettwerk Chillout 06/The Ultimate Chillout, который вышел 15 февраля 2005 года.

## Отзывы
Альбом получил в целом положительные отзывы музыкальной критики и интернет-изданий.
На Metacritic, где рецензии мейнстримных критиков оцениваются по 100-балльной шкале, альбом получил среднюю оценку 73 на основе 16 рецензий. Маккензи Уилсон из AllMusic назвала его «безусловно впечатляющей кульминацией карьеры Айви на сегодняшний день»; Уилсон также похвалила «соблазнительный» вокал в треках «Four in the Morning», «Keep Moving» и «Tess Don’t Tell». Ноэль Мюррей в своей статье для The A.V. Club отметил, что In the Clear «оставил слушателей освежёнными и на удивление бодрыми». Вики Гилмер и Айра Роббинс из Trouser Press отметили «освежающий» эффект песен, отметив, что некоторые из них похожи на сингл группы 1997 года «The Best Thing».
В более неоднозначном обзоре Стивен М. Дойснер из Pitchfork счёл песни слишком незапоминающимися, заявив, что «каждая песня существует только тогда, когда она звучит»; однако он оценил «аэродинамичность» и «зрелость» альбома. В обзоре PopMatters Майкл Майкселл счёл треки сравнимыми с работами Cardigans, Pizzicato Five, Cocteau Twins и Lush; Майкселл похвалил игру Шлезингера на бас-гитаре, но предпочёл треки, спродюсированные Чейзом и Шлезингером, трекам Осборна. Майклу Пелуси из Prefix Magazine понравился альбом In the Clear, но он нашёл, что Ivy «способна на гораздо большее».

## Список композиций
Все треки написаны Ivy, а спродюсированы Энди Чейзом и Адамом Шлезингером, за исключением «Nothing but the Sky» и «Four in the Morning», которые спродюсировал Стив Осборн
| №                   | Название                                  | Длительность |
| ------------------- | ----------------------------------------- | ------------ |
| 1.                  | «Nothing but the Sky»                     | 5:12         |
| 2.                  | «Thinking About You»                      | 4:13         |
| 3.                  | «Keep Moving»                             | 4:43         |
| 4.                  | «Tess Don't Tell»                         | 4:35         |
| 5.                  | «Four in the Morning»                     | 5:10         |
| 6.                  | «Corners of Your Mind»                    | 2:49         |
| 7.                  | «Clear My Head»                           | 3:30         |
| 8.                  | «I've Got You Memorized»                  | 3:48         |
| 9.                  | «Ocean City Girl»                         | 4:24         |
| 10.                 | «Feel So Free» (при участи Scott McCloud) | 4:58         |
| Общая длительность: | Общая длительность:                       | 43:22        |

| №                   | Название            | Длительность |
| ------------------- | ------------------- | ------------ |
| 11.                 | «I Know My Way»     | 2:34         |
| Общая длительность: | Общая длительность: | 45:56        |

| №                   | Название                                         | Длительность |
| ------------------- | ------------------------------------------------ | ------------ |
| 11.                 | «I Know My Way»                                  | 2:34         |
| 12.                 | «I've Got You Memorized» (The Sandbaggers Remix) | 3:44         |
| Общая длительность: | Общая длительность:                              | 49:40        |